# Mundemu
Mundemu è una circoscrizione rurale (rural ward) della Tanzania situata nel distretto di Bahi, regione di Dodoma. Conta una popolazione di 10 656 abitanti (censimento 2022).